# 발렌시아 왕국

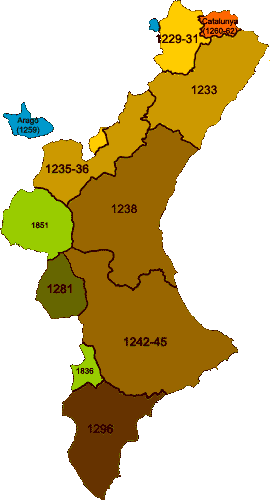
발렌시아와 데니아 에미리트의 기독교 정복(갈색 음영); 현재 발렌시아 공동체에 19세기에 추가된 것(녹색)은 역사적 왕국에 속하지 않다. Biar-Busot 선은 1296년까지 왕국의 남쪽 경계를 형성했다.

발렌시아 왕국(발렌시아어: Regne de València; 스페인어: Reino de Valencia; 라틴어: Regnum Valentiae),은 이베리아 반도 동쪽 해안에 위치하며 아라곤 연합왕국의 구성 영역 중 하나였다.
발렌시아 왕국은 1238년 무어 타이파가 재정복 과정에서 발렌시아를 점령했을 때 공식적으로 건국되었다. 스페인 왕위 계승 전쟁의 결과로, 스페인의 펠리페 5세가 1707년에 누에바 플란타 법령을 통해 옛 아라곤 연합왕국의 다른 구성 요소와 함께 해체했다.
발렌시아 왕국은 존재하는 동안 발렌시아의 모피(헌장)에 명시된 법률과 제도에 따라 통치되었다. 이 헌장은 아라곤 왕관 아래에서, 그리고 나중에는 스페인 왕국 아래에서 광범위한 자치 정부를 부여했다.
발렌시아 공동체의 현재 스페인 자치 공동체의 경계와 정체성은 본질적으로 이전 발렌시아 왕국의 경계와 정체성이다.

## 재정복

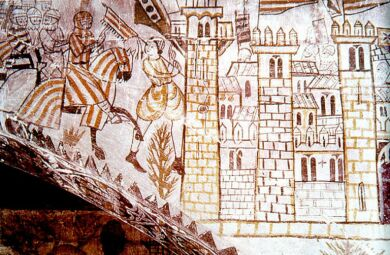
제임스 1세가 1238년 10월 9일에 발렌시아에 입성

나중에 발렌시아 왕국이 될 곳의 정복은 1232년에 시작되었는데, 당시 아라곤 연합왕국의 국왕인 하메스 1세는 하우메 1세 엘 콩케리도르(정복자)라고 불렸고, 주로 아라곤 군대와 함께 모렐라를 점령했다. 그로부터 얼마 지나지 않아 1233년에 보리아나,와 페니스콜라도 발란시아 بلنسية (아랍어로 발렌시아) 타이파에서 점령했다.
두 번째이자 더욱 관련성 있는 확장의 물결은 1238년에 제임스 1세가 발란시아 타이파에서 무어인을 물리쳤을 때 발생했다. 그는 1238년 10월 9일에 발렌시아에 입성했는데, 이는 발렌시아 왕국의 새벽으로 여겨진다.
세 번째 단계는 1243년에 시작되어 1245년에 끝났는데, 이는 제임스 1세와 카스티야 왕위 계승자 현명한 알폰소가 합의한 한계를 충족했을 때였다. 그는 1252년에 알폰소 10세로 왕위를 계승했다. 이러한 한계는 카스티야 왕관과 아라곤 왕관 사이의 알미즈라 조약에서 추적되었으며, 이는 각자가 원하는 영향력 영역을 확립함으로써 무어인을 남쪽으로 몰아내기 위한 재정복 노력을 조정했다. 알미즈라 조약은 오늘날 알리칸테 지방의 북쪽에 있는 비아르와 부소트의 마을이 형성하는 경계선에 아라곤의 남쪽 확장 경계선을 확립했다. 이 경계선 남쪽의 모든 지역, 무르시아 왕국이 될 지역은 이 조약을 통해 카스티야를 위해 예약되었다.
영어: 점점 더 남쪽으로 향하는 전투 전선에서 남겨진 무데하르(무슬림) 인구의 대다수의 문제는 1609년에 대량으로 추방될 때까지 처음부터 계속되었다. 그때까지 그들은 새로 건국된 왕국에 복잡한 문제였다. 왜냐하면 그들은 수가 많아서 경제를 유지하는 데 필수적이었기 때문이다. 이는 모하마드 아부 압둘라 벤 후드자일 알 사후이르와 같은 지역 무슬림 인구와 자주 협정을 맺어 그들의 문화에 다양한 정도의 관용을 허용했지만, 반면에 그들은 충성심이 부족하고 오스만 제국을 구출하려는 실제적 또는 인식된 음모 때문에 왕국에 위협적인 존재로 간주되었다.
실제로 무어인 인구가 기독교 통치에 반기를 드는 반란이 자주 일어났는데, 가장 위협적인 반란은 무어 족장인 모하마드 아부 압둘라 벤 후드자일 알 사후이르, 즉 알-아즈라크가 이끈 반란이었다. 그는 1244년, 1248년, 1276년에 중요한 반란을 주도했다. 이 중 첫 번째 반란에서 그는 주카르 남쪽의 땅에 대한 무슬림 독립을 잠시 회복했지만, 곧 항복해야 했다. 두 번째 반란에서 제임스 1세 국왕은 전투에서 거의 죽을 뻔했지만, 알-아즈라크도 결국 정복당했고, 기독교 군주와 오랜 관계를 유지했기 때문에 목숨을 건질 수 있었다. 세 번째 반란에서 알-아즈라크 자신은 죽었지만 그의 아들은 계속해서 무슬림의 불안을 조장했고 지역 반란은 항상 예상되었다.
하메스 2세는 하우메 2세 엘 저스트 또는 저스트라고 불렸으며, 하메스 1세의 손자였으며, 1296년에 비아르-부소 조약보다 더 남쪽으로 군대를 최후로 진격시켰다. 그의 원정은 무르시아 주변의 비옥한 시골과 베가 바하 델 세구라를 목표로 했다. 이 지역의 무슬림 통치자들은 카스티야와 조약을 맺고 이 왕국을 대신하여 대리 통치를 했다. 카스티야 군대는 종종 이 지역을 습격하여 주권을 주장했지만, 어쨌든 안정적이지는 않았지만 국경 지역의 전형적인 전투와 끊임없이 변화하는 동맹이 특징이었다.
하메스 2세의 원정은 성공적이어서 발렌시아 왕국의 경계를 카스티야와 이전에 합의한 국경보다 훨씬 남쪽으로 확장했다. 그의 군대는 오리우엘라와 무르시아를 점령했다. 카스티야와 아라곤 왕국 사이의 확실한 경계선이 된 것은 결국 Sentencia Arbitral de Torrellas(1304)에 의해 합의되었고, 이는 엘체 조약(1305)에 의해 수정되었으며, 오리우엘라(또한 알리칸테와 엘체)는 발렌시아 왕국에 할당되었고, 무르시아는 카스티야 왕국에 할당되어 발렌시아 왕국의 최종 남부 국경이 그어졌다.
과정이 끝날 무렵, 발란시아, 알푸엔테, 데니아, 무르시아의 4개 타이파가 파괴되었다. 당시의 기준으로 볼 때, 대부분의 영토가 50년도 채 안 되어 획득되었고 최대 확장이 1세기도 채 안 되어 완료되었기 때문에 다소 빠른 정복으로 볼 수 있다. 이 빠른 과정에 대한 사회적, 정치적 불안의 대가는 왕국 내에 많은 무슬림 인구가 존재하여 왕국의 일부가 되기를 원하지 않았고, 무슬림으로 남아 있는 한 그럴 기회도 주어지지 않았다는 것이다.

## 위조
현대 역사학은 발렌시아 정복을 카스티야 연합왕국의 비슷한 재정복 노력의 관점에서 본다. 즉, 왕이 귀족의 농노제로부터 가능한 한 자유로운 새로운 영토를 얻기 위해 이끈 싸움으로 본다. 그러면 새로운 영토는 왕에게만 책임을 져야 하므로, 귀족의 권력에 비해 왕의 권력이 확대되고 강화된다. 이러한 발전은 중세에서 분명하게 나타난 증가하는 추세의 일부였으며(1492년 그라나다 왕국의 항복과 유대인 추방, 크리스토퍼 콜럼버스가 스페인을 위해 아메리카를 발견한 레콩키스타의 마지막 행위로 끝났다고 함) 합스부르크 스페인 시대까지 이어졌다. 오늘날 왕국의 재인구는 이러한 역사학적 접근 방식을 통해 평가된다. 이 왕국은 원래 인구의 대부분이 무슬림이었고 종종 대중 반란의 대상이 되었으며 마그레브에서 이 목적을 위해 모인 무슬림 군대에 의한 심각한 복종 위협도 받았다.
군주제가 귀족의 보호에서 벗어나기 위해 노력한 과정은 쉽지 않았다. 귀족은 여전히 많은 권력을 보유하고 있었고 가능한 한 많은 권력을 유지하기로 결심했기 때문이다. 이 사실은 Lleis de Repartiments 하에 통치되는 새로 획득한 영토의 Christian 식민지화를 나타냈다. 마침내 아라곤 귀족은 여러 영토를 부여받았지만 발렌시아 왕국의 대부분 산악 지대이고 인구가 희박한 내륙 지역만을 얻을 수 있었다. 왕은 해안 평야의 비옥하고 인구가 더 많은 땅을 자유 시민과 초기 부르주아지를 위해 예약했는데, 그들의 도시에는 Furs 또는 왕립 헌장이 주어져서 지역적으로 시민법과 행정을 규제했지만 항상 왕에게 책임을 져야 했다.

### 언어적 결과
이러한 사실은 언어적 결과를 가져왔으며, 이는 전통적으로 다음과 같이 요약된다.
- 내륙은 대부분 아라곤 왕국에서 온 사람들로 채워졌을 것이다. 이들은 다양한 고대 아라곤어, 즉 서부 로망스어 언어를 사용했다. 이들의 언어는 모자라브어와 현대 스페인어가 유래한 고대 카스티야어의 가까운 친척이었다.
- 해안 지역은 대부분 카탈로니아 공국의 카탈루냐어를 사용하는 사람들로 채워졌을 것이다. 이는 오키타노-로망스어 중 하나였다. 이러한 전통적인 관점에서 이 정착민들의 언어는 이전 언어를 완전히 대체했고 일반적으로 카탈루냐어의 변형으로 간주되는 현대 발렌시아어가 되었다.

몇몇 저자는 정복자의 언어가 카탈루냐어와 이미 유사한 지역 로망스어(모자라브어)와 혼합되었다는 대안적 관점을 홍보했다. 이 관점을 뒷받침하는 확실한 증거는 발견되지 않았다.

## 권력의 절정

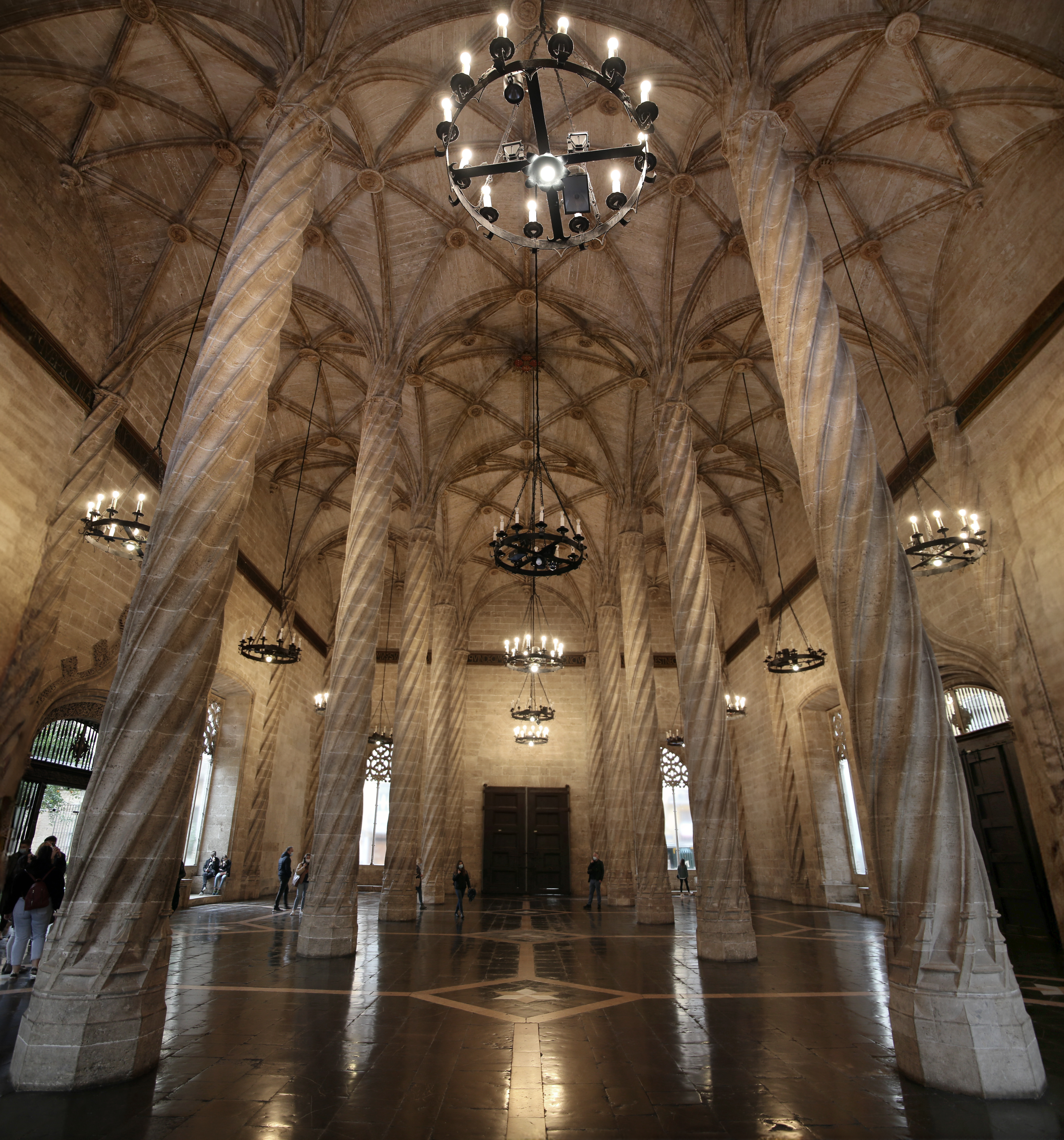
La Llotja de la Seda의 계약 홀

발렌시아 왕국은 15세기 초에 절정에 달했다. 경제는 번영했고 지중해를 통한 무역을 중심으로 했으며, 아라곤 왕관이 점점 더 통제하게 되었고, 대부분은 발렌시아와 바르셀로나 항구에서 이루어졌다.
발렌시아 시에 Taula de canvi가 만들어졌으며, 일부는 은행으로, 일부는 증권 거래소 시장으로 기능했다. 전반적으로 무역이 활성화되었다. 특히 섬유 제조업과 같은 지역 산업은 큰 발전을 이루었고 발렌시아는 유럽 전역의 상인들이 일하는 지중해 무역 중심지로 변모했다. 아마도 이 화려한 시기를 가장 잘 상징하는 특징은 실크 거래소일 것이다. 이곳은 유럽의 가장 훌륭한 시민 고딕 건축 사례 중 하나이며 15세기 말과 16세기 내내 지중해의 주요 무역 시장이었다.
발렌시아는 요하네스 구텐베르크의 설계에 따라 활자 인쇄기를 설치한 유럽 최초의 도시 중 하나였다. Joanot Martorell이나 Ausiàs March와 같은 발렌시아 작가들은 고전 발렌시아 문학의 정경을 발렌시아에 맞추었다.

## 현대, 독일, 그리고 쇠퇴
1479년, 페르디난트는 아라곤 국왕으로 왕위에 올랐다. 카스티야의 이사벨라 여왕과 일찍 결혼하면서 현대 스페인 왕국이 탄생했다. 발렌시아는 나머지 스페인과 천천히 통합 과정을 시작했다. 페르디난트와 이사벨라의 손자 샤를이 왕위에 오르자 왕관은 개인 연합으로 영구적으로 합쳐졌다. 합스부르크 스페인의 왕(1516년 1월 23일~1700년 11월 1일)은 왕국을 형성하는 영토와 도시의 특권과 자유를 유지했고, 그 법적 구조와 사실성은 그대로 유지되었다. 새로운 직위인 발렌시아 총독이 공식적으로 독립된 왕국을 관리하기 위해 만들어졌다.

14세기 발렌시아의 문장

 한편, 떠오르는 스페인 제국은 이베리아 반도 왕국이라는 이전의 지위를 버리고 대국으로 부상했다. 제국은 이베리아 영토보다는 스페인의 아메리카 식민지화와 유럽의 영토에 초점을 맞추었다.
16세기에 발렌시아는 빠르게 발전하는 북유럽과 중부 유럽 도시에 유럽의 탁월한 상업 중심지라는 지위를 잃었다. 스페인 내에서 대서양 무역은 카디스와 같은 안달루시아 도시에 유리했다. 이는 주로 지중해 무역의 이익이 감소했기 때문이다. 스페인 제국은 지중해 동부 대부분을 지배하던 오스만 제국과 자주 갈등을 빚었다. 그들은 서로가 특정 항구에 도착하는 것을 막았고, 바르바로사와 같은 오스만 사략선들은 무역선을 약탈했다. 튀니스, 트리폴리, 알제, 살레와 모로코의 항구에서 활동하는 드라구트와 같은 바르바리 해적들은 해안을 따라 있는 기독교 항구에 대한 파괴적인 습격을 포함하여 지중해 서부의 선박을 공격했다. 무역의 이러한 감소는 1492년 유대인을 추방한 알함브라 칙령으로 이미 경제적으로 타격을 입은 발렌시아의 경제를 크게 저해했다.
1519년, 젊은 샤를 1세 국왕은 게르마니(문자 그대로 "형제단")에게 무슬림 약탈자들을 물리치기 위해 무장할 수 있는 허가를 내렸다. 게르마니는 장인 길드였으며, 처음에는 정부의 허가를 받고, 약탈하는 해적과 싸우는 민간인 민병대로 활동했다. 그러나 독일은 또한 귀족과 충돌하는 평민이 주도하는 길드를 선호하는 경제적 의제도 가지고 있었다. 최근 임명된 발렌시아 총독 디에고 우르타도 데 멘도사가 1520년에 독일을 선호하는 선출직 공무원을 앉히는 것을 거부한 후, 본격적인 반란이 일어났다. 형제단의 반란 (Revolta de les Germanies). 그것은 1522년까지 지속되었고, 카스티야의 동시대 코무네로스의 반란과 많은 특징을 공유했다. 귀족들의 경제적 분노 외에도 반란은 또한 강력한 반이슬람적 측면을 특징으로 했는데, 미신적인 대중은 도시를 강타한 전염병의 원인을 무슬림에게 돌렸다. mudéjars(무슬림)는 귀족의 동맹으로 여겨졌는데, 귀족의 대농장에서 일하고 발렌시아 사람들의 임금을 깎아내어 희소한 일자리를 놓고 경쟁하게 만들었기 때문이다. 반란 동안 agermanats는 많은 무슬림을 죽이고 나머지에게 강제로 세례를 주었다. Germanies가 진압된 후에도 이러한 세례가 유효하다고 판결되어 Moriscos(무슬림 "개종자")의 새로운 반란이 촉발되었다.

발렌시아 공동체의 스페인 내 현대적 경계

귀족과 그들의 동맹인 상류 부르주아지와 일반 대중 및 하류 부르주아지 간의 충돌로 인해 남은 병력이 고갈되었기 때문에, 왕은 권력 공백을 이용하여 자신의 권력 몫을 확대하고 지방 정부의 권력 몫을 점차 줄일 수 있었다. 이는 그가 유럽에서 분쟁이 있는 영토를 확대하거나 통합하기 위해 자금을 요청하는 일이 점점 더 빈번해지고, 더욱 절실해졌으며, 반대로 발렌시아 왕국에서는 다른 스페인 왕국 영토와 마찬가지로 보답이 덜 되었다는 것을 의미했다.
1609년의 모리스코 추방은 수만 명의 사람들(대부분 귀족을 섬기는 농민)이 강제로 떠나야 했기 때문에 발렌시아 왕국의 경제에 최후의 일격이었다. 이 과정에서 마을 전체가 버려졌고 시골은 주요 노동력을 잃었다. 약 125,000명이 땅을 떠난 것으로 추정된다. 이 추방은 발렌시아 시민들 사이에서, 특히 대중적인 계층에서 널리 환영받았다. 이 추방은 귀족 계층의 저렴한 노동력 상실을 의미했고, 결과적으로 사회경제적 불안정이 대대적으로 발생했다. 귀족과 상류 부르주아는 점점 더 자신감이 넘치는 일반 대중에게 위협을 느꼈고, 왕에게 자신의 특권을 보호해 달라고 요청했다. 군주제에 대한 양보로, 그들은 점차 왕권에 대한 왕국의 자치의 특징 중 하나였던 권력에 대한 견제와 균형 역할을 포기해야 했다. 봉건 유럽의 다른 지역에서도 비슷한 과정이 진행되듯이, 급속한 사회 경제적 변화로 인해 생긴 권력 공백은 점점 더 대담해진 군주제로 쉽게 채워졌다.
법적, 정치적 실체로서의 발렌시아 왕국은 스페인 왕위 계승 전쟁의 결과로 1707년에 마침내 종식되었다. 지역 주민들은 대부분 샤를 대공 편을 들었고, 합법적 현상 유지를 유지해야 할 사칭자였다. 발렌시아 왕국의 국경 근처에서 벌어진 알만사 전투에서의 그의 참패는 아라곤 왕관의 다른 자치 의회와 함께 법적, 정치적 종식을 의미했는데, 누에바 플란타 법령이 통과되었고 부르봉 왕가의 새로운 국왕 스페인의 펠리페 5세가 중앙 집권적인 스페인을 만들었다.

## 같이 보기
- 엘 시드의 발렌시아 정복
- 발렌시아 군주 목록
- 발렌시아나 주
- 발렌시아 의회
- 보르지아 궁전

### 참조주
1. ↑  현대 발음: 
 ca-valencia
 es

### 내용주
1. Presidència de la Generalitat Valenciana, 《La memoria del reino. 600 años de la Generalitat Valenciana》, Presidència de la Generalitat
2. ↑  Presidència de la Generalitat Valenciana, 《La memoria del reino. 600 años de la Generalitat Valenciana》, Presidència de la Generalitat
3. ↑  Hughes, Robert (2011). 《Barcelona》. Knopf Doubleday Publishing Group. 3쪽. ISBN 978-0307764614.
4. ↑  “La expulsión de los moriscos, 400 años después” [The expulsion of the Moors, 400 years on]. 《El Pais》. 2009년 2월 26일.

## 참고 문헌
- Robert Ignatius Burns. The Crusader Kingdom of Valencia: Reconstruction on a Thirteenth-Century Frontier. Harvard University Press, 1967.
- (스페인어) Vicente Coscollá Sanz, La Valencia musulmana